# Hayu Kinoshita
Hayu Kinoshita (japanisch 木下 晴結 Kinoshita Hayu; * 27. Oktober 2006) ist eine japanische Tennisspielerin.

## Karriere
Kinoshita spielt vor allem auf Turnieren der ITF Women’s World Tennis Tour, bei denen sie bislang jeweils einen Titel im Einzel und im Doppel gewonnen hat.
2022 und 2023 trat sie bei allen vier Grand-Slam-Turnieren an. Bei den Australian Open 2022 qualifizierte sie sich für das Hauptfeld im Juniorinneneinzel, wo sie in der ersten Runde gegen Yaroslava Bartashevich mit 5:7 und 4:6 verlor. Im Juniorinnendoppel erreichte sie mit Partnerin Sara Saito mit einem 4:6, 6:1 und [10:6] Erstrundensieg gegen Denislawa Gluschkowa und Anja Nayar das Achtelfinale, wo die beiden dann gegen die späteren Halbfinalistinnen Petra Marčinko und Johanne Svendsen mit 6:4, 4:6 und [11:13] verloren. Bei den French Open 2022 qualifizierte sie sich ebenfalls für das Hauptfeld des Juniorinneneinzels, wo sie in der ersten Runde gegen die Qualifikantin Joëlle Steur mit 2:6, 6:1 und 1:6 verlor. Im Juniorinnendoppel konnte sie mit Partnerin Sara Saito mit einem 3:6, 7:5 und [10:4] Erstrundensieg gegen Sarah Iliev und Tiantsoa Sarah Rakotomanga Rajaonah ebenfalls wieder das Achtelfinale erreichen, wo die beiden gegen die späteren Finalistinnen Nikola Bartůňková und Céline Naef mit 2:6 und 1:6 verloren. In Wimbledon spielte Kinoshita erstmals als Direktannahme in der Hauptrunde im Juniorinneneinzel, wo sie mit Siegen über Kaitlin Quevedo und Qavia Lopez das Achtelfinale erreichte, dort aber gegen Jasmine Conway mit 4:6 und 1:6 verlor. Im Juniorinnendoppel erreichte sie mit Partnerin Denislawa Gluschkowa das Achtelfinale, wo die beiden gegen die späteren Titelgewinnerinnen Rose Marie Nijkamp und Angella Okutoyi mit 2:6 und 3:6 verloren. Bei den US Open verlor sie als Direktannahme in der ersten Runde gegen Mirra Alexandrowna Andrejewa mit 2:6 und 1:6. Im Juniorinnendoppel erreichte sie, diesmal mit Partnerin Anastassija Gurjewa, abermals das Achtelfinale, wo die beiden gegen die späteren Halbfinalistinnen Alexis Blokhina und Annabelle Xu knapp in drei Sätzen mit 3:6, 6:3 und [9:11] verloren.
2023 erreichte sie im Juniorinneneinzel als an Position 16 gesetzte Spielerin mit Siegen über Irina Balus und Elisara Janewa das Achtelfinale, wo sie gegen Tereza Valentová mit 2:6 und 1:6 verlor. Im Juniorinnendoppel erreichte sie an der Seite von Sara Saito das Finale, wo die beiden knapp in drei Sätzen gegen Renáta Jamrichová und Federica Urgesi mit 6:75, 6:1 und [7:10] verloren. Bei den French Open erreichte sie im Juniorinneneinzel mit einem Sieg gegen Mia Slama die zweite Runde, wo sie dann knapp in drei Sätzen gegen Emerson Jones verlor. Im Juniorinnendoppel erreichte sie mit Partnerin Anastassija Gurjewa abermals das Achtelfinale. In Wimbledon schied sie im Juniorinneneinzel bereits in der ersten Runde gegen die an Position zwei Clervie Ngounoue mit 4:6 und 4:6 aus. Im Juniorinnendoppel erreichte sie, abermals mit Partnerin Sara Saito das Viertelfinale. Bei den US Open verlor sie im Juniorinneneinzel in der ersten Runde klar mit 0:6 und 2:6 gegen Ela Nala Milić. Im Juniorinnendoppel erreichte sie mit Partnerin Wakana Sonobe das Halbfinale.

## Turniersiege

### Einzel
| Nr. | Datum        | Turnier | Kategorie | Belag     | Finalgegnerin | Ergebnis |
| --- | ------------ | ------- | --------- | --------- | ------------- | -------- |
| 1.  | 25. Mai 2025 | Fukui   | ITF W15   | Hartplatz | Mio Mushika   | 6:1, 6:4 |

### Doppel
| Nr. | Datum        | Turnier     | Kategorie | Belag | Partnerin    | Finalgegnerinnen                     | Ergebnis          |
| --- | ------------ | ----------- | --------- | ----- | ------------ | ------------------------------------ | ----------------- |
| 1.  | 11. Mai 2024 | Nova Gorica | ITF W15   | Sand  | Tea Nikčević | Margarita Ignatjeva Karolína Vlčková | 6:4, 6:71, [10:7] |

## Abschneiden bei Grand-Slam-Turnieren

### Juniorinneneinzel
| Turnier         | 2022 | 2023 | Karriere |
| --------------- | ---- | ---- | -------- |
| Australian Open | 1    | AF   | AF       |
| French Open     | 1    | 2    | 2        |
| Wimbledon       | AF   | 1    | AF       |
| US Open         | 1    | 1    | 1        |

Zeichenerklärung: S = Turniersieg; F, HF, VF, AF = Einzug ins Finale / Halbfinale / Viertelfinale / Achtelfinale; 1, 2, 3 = Ausscheiden in der 1. / 2. / 3. Hauptrunde; nicht ausgetragen

### Juniorinnendoppel
| Turnier         | 2022 | 2023 | Karriere |
| --------------- | ---- | ---- | -------- |
| Australian Open | AF   | F    | F        |
| French Open     | AF   | AF   | AF       |
| Wimbledon       | AF   | VF   | VF       |
| US Open         | AF   | HF   | HF       |